# 期望违背理论
期望违背理论（英語：Expectancy violations theory，简称EVT）是一种传播学理论，主要分析个体如何应对不符合社会规范和自己的期望的行为。该理论由朱迪·K·伯贡在1970年代末期提出，并在1980和1990年代得到了进一步发展。伯贡最初基于对亲密距离的研究，提出了“非语言期望违背理论”。伯贡最初的研究分析了个体对他人侵犯个人空间的容忍度和期望，以及个体在自己的个人空间遭到他人侵犯时候的反应如何受到自己对侵犯者的好感程度和与侵犯者的关系的影响。后来，当其他研究人员开始关注超越那些属于非语言交流性质的违反社会行为准则的行为时，期望违背理论最终被更名为现今的名称。
该理论将沟通视为一种行为交换，其中一个个体的行为可能会违背另一个个体的期望。沟通中的参与者根据他们的个人关系或对自己对违背期望的行为的看法，将这一行为交换解读为正面或负面。若对方做出的行为符合接收者的期望，那就会引发接收者的情绪反应，并促使行为的接收者对该行为进行一系列的认知评估。该理论预测，期望会影响双方彼此之间的沟通互动的结果，这种期望既可能是积极的，也可能是消极的。其中积极的违背社会规范的行为会增加接收者对违反者的吸引力，而消极的行为则会减少这一吸引力。
除了亲密距离的研究，期望违背理论还探讨了人们在多种沟通情境中如何解读违反规范的行为。此外，该理论还对个体如何反应特定期望违背进行了具体预测：个体会对他人出乎意料的行为作出回应或匹配，同时也可能通过采取与对方行为相反的反应来进行补偿或对抗。